# Copa Davis 2010
La Copa Davis 2010 fue 99.ª edición del torneo de tenis masculino más importante por naciones. Participaron 16 equipos en el Grupo Mundial y más de cien en los diferentes grupos regionales.

## Movilidad entre grupos: 2009 a 2010
| Categoría | Categoría | Grupos | Grupos | Grupos | Grupos | Grupos | Grupos | Grupos | Grupos | Grupos | Grupos | Grupos | Grupos | Grupos | Grupos | Grupos | Grupos | Grupos | Grupos |
| --------- | --------- | --- | --- | --- | --- | --- | --- | --- | --- | --- | --- | --- | --- | --- | --- | --- | --- | --- | --- |
| 1.º       | 1.º       | Mundial 16 equipos \| Alemania \| Argentina \| Bélgica \| Chile \| Croacia \| Ecuador \| España \| Estados Unidos \| \| Francia \| India \| Israel \| Rep. Checa \| Rusia \| Serbia \| Suecia \| Suiza \| \| -------- \| --------- \| ------- \| ---------- \| ------- \| ------- \| ------ \| -------------- \| | Mundial 16 equipos \| Alemania \| Argentina \| Bélgica \| Chile \| Croacia \| Ecuador \| España \| Estados Unidos \| \| Francia \| India \| Israel \| Rep. Checa \| Rusia \| Serbia \| Suecia \| Suiza \| \| -------- \| --------- \| ------- \| ---------- \| ------- \| ------- \| ------ \| -------------- \| | Mundial 16 equipos \| Alemania \| Argentina \| Bélgica \| Chile \| Croacia \| Ecuador \| España \| Estados Unidos \| \| Francia \| India \| Israel \| Rep. Checa \| Rusia \| Serbia \| Suecia \| Suiza \| \| -------- \| --------- \| ------- \| ---------- \| ------- \| ------- \| ------ \| -------------- \| | Mundial 16 equipos \| Alemania \| Argentina \| Bélgica \| Chile \| Croacia \| Ecuador \| España \| Estados Unidos \| \| Francia \| India \| Israel \| Rep. Checa \| Rusia \| Serbia \| Suecia \| Suiza \| \| -------- \| --------- \| ------- \| ---------- \| ------- \| ------- \| ------ \| -------------- \| | Mundial 16 equipos \| Alemania \| Argentina \| Bélgica \| Chile \| Croacia \| Ecuador \| España \| Estados Unidos \| \| Francia \| India \| Israel \| Rep. Checa \| Rusia \| Serbia \| Suecia \| Suiza \| \| -------- \| --------- \| ------- \| ---------- \| ------- \| ------- \| ------ \| -------------- \| | Mundial 16 equipos \| Alemania \| Argentina \| Bélgica \| Chile \| Croacia \| Ecuador \| España \| Estados Unidos \| \| Francia \| India \| Israel \| Rep. Checa \| Rusia \| Serbia \| Suecia \| Suiza \| \| -------- \| --------- \| ------- \| ---------- \| ------- \| ------- \| ------ \| -------------- \| | Mundial 16 equipos \| Alemania \| Argentina \| Bélgica \| Chile \| Croacia \| Ecuador \| España \| Estados Unidos \| \| Francia \| India \| Israel \| Rep. Checa \| Rusia \| Serbia \| Suecia \| Suiza \| \| -------- \| --------- \| ------- \| ---------- \| ------- \| ------- \| ------ \| -------------- \| | Mundial 16 equipos \| Alemania \| Argentina \| Bélgica \| Chile \| Croacia \| Ecuador \| España \| Estados Unidos \| \| Francia \| India \| Israel \| Rep. Checa \| Rusia \| Serbia \| Suecia \| Suiza \| \| -------- \| --------- \| ------- \| ---------- \| ------- \| ------- \| ------ \| -------------- \| | Mundial 16 equipos \| Alemania \| Argentina \| Bélgica \| Chile \| Croacia \| Ecuador \| España \| Estados Unidos \| \| Francia \| India \| Israel \| Rep. Checa \| Rusia \| Serbia \| Suecia \| Suiza \| \| -------- \| --------- \| ------- \| ---------- \| ------- \| ------- \| ------ \| -------------- \| | Mundial 16 equipos \| Alemania \| Argentina \| Bélgica \| Chile \| Croacia \| Ecuador \| España \| Estados Unidos \| \| Francia \| India \| Israel \| Rep. Checa \| Rusia \| Serbia \| Suecia \| Suiza \| \| -------- \| --------- \| ------- \| ---------- \| ------- \| ------- \| ------ \| -------------- \| | Mundial 16 equipos \| Alemania \| Argentina \| Bélgica \| Chile \| Croacia \| Ecuador \| España \| Estados Unidos \| \| Francia \| India \| Israel \| Rep. Checa \| Rusia \| Serbia \| Suecia \| Suiza \| \| -------- \| --------- \| ------- \| ---------- \| ------- \| ------- \| ------ \| -------------- \| | Mundial 16 equipos \| Alemania \| Argentina \| Bélgica \| Chile \| Croacia \| Ecuador \| España \| Estados Unidos \| \| Francia \| India \| Israel \| Rep. Checa \| Rusia \| Serbia \| Suecia \| Suiza \| \| -------- \| --------- \| ------- \| ---------- \| ------- \| ------- \| ------ \| -------------- \| | Mundial 16 equipos \| Alemania \| Argentina \| Bélgica \| Chile \| Croacia \| Ecuador \| España \| Estados Unidos \| \| Francia \| India \| Israel \| Rep. Checa \| Rusia \| Serbia \| Suecia \| Suiza \| \| -------- \| --------- \| ------- \| ---------- \| ------- \| ------- \| ------ \| -------------- \| | Mundial 16 equipos \| Alemania \| Argentina \| Bélgica \| Chile \| Croacia \| Ecuador \| España \| Estados Unidos \| \| Francia \| India \| Israel \| Rep. Checa \| Rusia \| Serbia \| Suecia \| Suiza \| \| -------- \| --------- \| ------- \| ---------- \| ------- \| ------- \| ------ \| -------------- \| | Mundial 16 equipos \| Alemania \| Argentina \| Bélgica \| Chile \| Croacia \| Ecuador \| España \| Estados Unidos \| \| Francia \| India \| Israel \| Rep. Checa \| Rusia \| Serbia \| Suecia \| Suiza \| \| -------- \| --------- \| ------- \| ---------- \| ------- \| ------- \| ------ \| -------------- \| | Mundial 16 equipos \| Alemania \| Argentina \| Bélgica \| Chile \| Croacia \| Ecuador \| España \| Estados Unidos \| \| Francia \| India \| Israel \| Rep. Checa \| Rusia \| Serbia \| Suecia \| Suiza \| \| -------- \| --------- \| ------- \| ---------- \| ------- \| ------- \| ------ \| -------------- \| | Mundial 16 equipos \| Alemania \| Argentina \| Bélgica \| Chile \| Croacia \| Ecuador \| España \| Estados Unidos \| \| Francia \| India \| Israel \| Rep. Checa \| Rusia \| Serbia \| Suecia \| Suiza \| \| -------- \| --------- \| ------- \| ---------- \| ------- \| ------- \| ------ \| -------------- \| | Mundial 16 equipos \| Alemania \| Argentina \| Bélgica \| Chile \| Croacia \| Ecuador \| España \| Estados Unidos \| \| Francia \| India \| Israel \| Rep. Checa \| Rusia \| Serbia \| Suecia \| Suiza \| \| -------- \| --------- \| ------- \| ---------- \| ------- \| ------- \| ------ \| -------------- \| |
| 2.º       | 2.º       | Zona de Europa y África 1 11 equipos Austria Bielorrusia Eslovaquia Finlandia Italia Letonia Países Bajos Polonia Rumania Sudáfrica Ucrania | Zona de Europa y África 1 11 equipos Austria Bielorrusia Eslovaquia Finlandia Italia Letonia Países Bajos Polonia Rumania Sudáfrica Ucrania | Zona de Europa y África 1 11 equipos Austria Bielorrusia Eslovaquia Finlandia Italia Letonia Países Bajos Polonia Rumania Sudáfrica Ucrania | Zona de Europa y África 1 11 equipos Austria Bielorrusia Eslovaquia Finlandia Italia Letonia Países Bajos Polonia Rumania Sudáfrica Ucrania | Zona de Europa y África 1 11 equipos Austria Bielorrusia Eslovaquia Finlandia Italia Letonia Países Bajos Polonia Rumania Sudáfrica Ucrania | Zona de Europa y África 1 11 equipos Austria Bielorrusia Eslovaquia Finlandia Italia Letonia Países Bajos Polonia Rumania Sudáfrica Ucrania | Zona de Europa y África 1 11 equipos Austria Bielorrusia Eslovaquia Finlandia Italia Letonia Países Bajos Polonia Rumania Sudáfrica Ucrania | Zona de Europa y África 1 11 equipos Austria Bielorrusia Eslovaquia Finlandia Italia Letonia Países Bajos Polonia Rumania Sudáfrica Ucrania | Zona de Europa y África 1 11 equipos Austria Bielorrusia Eslovaquia Finlandia Italia Letonia Países Bajos Polonia Rumania Sudáfrica Ucrania | Zona de Asia y Oceanía 1 8 equipos Australia China China Taipéi Corea del Sur Filipinas Japón Kazajistán Uzbekistán | Zona de América 1 5 equipos Brasil Canadá Colombia Rep. Dominicana Uruguay | | | | | | | |
| 3.º       | 3.º       | Zona de Europa y África 2 16 equipos Bosnia y Herzegovina Bulgaria Chipre Dinamarca Egipto Eslovenia Estonia Hungría Irlanda Lituania Macedonia Mónaco Noruega Portugal Reino Unido Turquía | Zona de Europa y África 2 16 equipos Bosnia y Herzegovina Bulgaria Chipre Dinamarca Egipto Eslovenia Estonia Hungría Irlanda Lituania Macedonia Mónaco Noruega Portugal Reino Unido Turquía | Zona de Europa y África 2 16 equipos Bosnia y Herzegovina Bulgaria Chipre Dinamarca Egipto Eslovenia Estonia Hungría Irlanda Lituania Macedonia Mónaco Noruega Portugal Reino Unido Turquía | Zona de Europa y África 2 16 equipos Bosnia y Herzegovina Bulgaria Chipre Dinamarca Egipto Eslovenia Estonia Hungría Irlanda Lituania Macedonia Mónaco Noruega Portugal Reino Unido Turquía | Zona de Europa y África 2 16 equipos Bosnia y Herzegovina Bulgaria Chipre Dinamarca Egipto Eslovenia Estonia Hungría Irlanda Lituania Macedonia Mónaco Noruega Portugal Reino Unido Turquía | Zona de Europa y África 2 16 equipos Bosnia y Herzegovina Bulgaria Chipre Dinamarca Egipto Eslovenia Estonia Hungría Irlanda Lituania Macedonia Mónaco Noruega Portugal Reino Unido Turquía | Zona de Europa y África 2 16 equipos Bosnia y Herzegovina Bulgaria Chipre Dinamarca Egipto Eslovenia Estonia Hungría Irlanda Lituania Macedonia Mónaco Noruega Portugal Reino Unido Turquía | Zona de Europa y África 2 16 equipos Bosnia y Herzegovina Bulgaria Chipre Dinamarca Egipto Eslovenia Estonia Hungría Irlanda Lituania Macedonia Mónaco Noruega Portugal Reino Unido Turquía | Zona de Europa y África 2 16 equipos Bosnia y Herzegovina Bulgaria Chipre Dinamarca Egipto Eslovenia Estonia Hungría Irlanda Lituania Macedonia Mónaco Noruega Portugal Reino Unido Turquía | Zona de Asia y Oceanía 2 8 equipos Hong Kong Indonesia Malasia Nueva Zelanda Océano Pacífico Pakistán Sri Lanka Tailandia | Zona de América 2 8 equipos Antillas Neerlandesas Bolivia El Salvador Guatemala México Paraguay Perú Venezuela | | | | | | | |
| 4.º       | 4.º       | Zona de Europa 3 11 equipos (N) Albania Andorra Armenia Georgia Grecia Islandia Luxemburgo (N) Malta Moldavia Montenegro San Marino | Zona de Europa 3 11 equipos (N) Albania Andorra Armenia Georgia Grecia Islandia Luxemburgo (N) Malta Moldavia Montenegro San Marino | Zona de Europa 3 11 equipos (N) Albania Andorra Armenia Georgia Grecia Islandia Luxemburgo (N) Malta Moldavia Montenegro San Marino | Zona de Europa 3 11 equipos (N) Albania Andorra Armenia Georgia Grecia Islandia Luxemburgo (N) Malta Moldavia Montenegro San Marino | Zona de Europa 3 11 equipos (N) Albania Andorra Armenia Georgia Grecia Islandia Luxemburgo (N) Malta Moldavia Montenegro San Marino | Zona de África 3 14 equipos Argelia (N) Benín Botsuana Camerún (N) Congo Costa de Marfil Ghana (N) Kenia Madagascar Marruecos Nigeria Ruanda Túnez Zimbabue | Zona de Asia y Oceanía 3 8 equipos Arabia Saudí Bangladés Irán Kuwait Líbano Omán Siria Vietnam | Zona de América 3 8 equipos Aruba Bahamas Bermudas Costa Rica Cuba Haití Jamaica Puerto Rico | | | | | | | | | | |
| 5.º       | 5.º       | | | | | | | | | | Zona de Asia y Oceanía 4 12 equipos Baréin Brunéi Catar Emiratos Árabes Irak Jordania (N) Kirguistán Myanmar Singapur Tayikistán Turkmenistán Yemen | Zona de América 4 5 equipos Barbados Honduras Islas Vírgenes Panamá Trinidad y Toabgo | | | | | | | |
| Alemania  | Argentina | Bélgica | Chile | Croacia | Ecuador | España | Estados Unidos | | | | | | | | | | | | |
| Francia   | India     | Israel | Rep. Checa | Rusia | Serbia | Suecia | Suiza | | | | | | | | | | | | |

## Grupo Mundial

### Equipos participantes en 2010
| Equipos Participantes Grupo Mundial de 2010 | Equipos Participantes Grupo Mundial de 2010 | Equipos Participantes Grupo Mundial de 2010 | Equipos Participantes Grupo Mundial de 2010 | Equipos Participantes Grupo Mundial de 2010 | Equipos Participantes Grupo Mundial de 2010 | Equipos Participantes Grupo Mundial de 2010 | Equipos Participantes Grupo Mundial de 2010 |
| Alemania                                    | Argentina                                   | Bélgica                                     | Chile                                       | Croacia                                     | Ecuador                                     | España                                      | Estados Unidos                              |
| Francia                                     | India                                       | Israel                                      | Rep.Checa                                   | Rusia                                       | Serbia                                      | Suecia                                      | Suiza                                       |
| ------------------------------------------- | ------------------------------------------- | ------------------------------------------- | ------------------------------------------- | ------------------------------------------- | ------------------------------------------- | ------------------------------------------- | ------------------------------------------- |

### Sorteo
El sorteo del Grupo Mundial para la Copa Davis 2010 se realizó el 29 de septiembre de 2009 en la ciudad de Ginebra, Suiza.
Cabezas de Serie
| 1. España 2. República Checa 3. Estados Unidos 4. Rusia | 1. Argentina 2. Croacia 3. Israel 4. Alemania |

### Eliminatorias
|  | Octavos de final    | Octavos de final    |             |   | Cuartos de final | Cuartos de final |  |  | Semifinales      | Semifinales      |  |  | Final         | Final         |
|  | 5-8 marzo           | 5-8 marzo           |             |   | 9-11 julio       | 9-11 julio       |  |  | 17-19 septiembre | 17-19 septiembre |  |  | 3-5 diciembre | 3-5 diciembre |
|  |                     |                     |             |   |                  |                  |  |  |                  |                  |  |  |               |               |
|  |                     |                     |             |   |                  |                  |  |  |                  |                  |  |  |               |               |
|  |                     |                     |             |   |                  |                  |  |  |                  |                  |  |  |               |               |
|  | España (1)          | 4                   |             |   |                  |                  |  |  |                  |                  |  |  |               |               |
|  | España (1)          | 4                   |             |   |                  |                  |  |  |                  |                  |  |  |               |               |
|  | Suiza               | 1                   |             |   |                  |                  |  |  |                  |                  |  |  |               |               |
|  | Suiza               | 1                   | España (1)  | 0 |                  |                  |  |  |                  |                  |  |  |               |               |
|  |                     |                     |             | 0 |                  |                  |  |  |                  |                  |  |  |               |               |
|  |                     | Francia             | 5           |   |                  |                  |  |  |                  |                  |  |  |               |               |
|  | Alemania (8)        | Francia             | 5           | 1 |                  |                  |  |  |                  |                  |  |  |               |               |
|  | Alemania (8)        |                     |             | 1 |                  |                  |  |  |                  |                  |  |  |               |               |
|  | Francia             | 4                   |             |   |                  |                  |  |  |                  |                  |  |  |               |               |
|  | Francia             | 4                   | Francia     | 5 |                  |                  |  |  |                  |                  |  |  |               |               |
|  |                     |                     |             | 5 |                  |                  |  |  |                  |                  |  |  |               |               |
|  |                     | Argentina (5)       | 0           |   |                  |                  |  |  |                  |                  |  |  |               |               |
|  | Rusia (4)           | Argentina (5)       | 0           | 3 |                  |                  |  |  |                  |                  |  |  |               |               |
|  | Rusia (4)           |                     |             | 3 |                  |                  |  |  |                  |                  |  |  |               |               |
|  | India               | 2                   |             |   |                  |                  |  |  |                  |                  |  |  |               |               |
|  | India               | 2                   | Rusia (4)   | 2 |                  |                  |  |  |                  |                  |  |  |               |               |
|  |                     |                     |             | 2 |                  |                  |  |  |                  |                  |  |  |               |               |
|  |                     | Argentina (5)       | 3           |   |                  |                  |  |  |                  |                  |  |  |               |               |
|  | Argentina (5)       | Argentina (5)       | 3           | 3 |                  |                  |  |  |                  |                  |  |  |               |               |
|  | Argentina (5)       |                     |             | 3 |                  |                  |  |  |                  |                  |  |  |               |               |
|  | Suecia              | 2                   |             |   |                  |                  |  |  |                  |                  |  |  |               |               |
|  | Suecia              | 2                   | Francia     | 2 |                  |                  |  |  |                  |                  |  |  |               |               |
|  |                     |                     |             | 2 |                  |                  |  |  |                  |                  |  |  |               |               |
|  |                     | Serbia              | 3           |   |                  |                  |  |  |                  |                  |  |  |               |               |
|  | Ecuador             | Serbia              | 3           | 0 |                  |                  |  |  |                  |                  |  |  |               |               |
|  | Ecuador             |                     |             | 0 |                  |                  |  |  |                  |                  |  |  |               |               |
|  | Croacia (6)         | 5                   |             |   |                  |                  |  |  |                  |                  |  |  |               |               |
|  | Croacia (6)         | 5                   | Croacia (6) | 1 |                  |                  |  |  |                  |                  |  |  |               |               |
|  |                     |                     |             | 1 |                  |                  |  |  |                  |                  |  |  |               |               |
|  |                     | Serbia              | 4           |   |                  |                  |  |  |                  |                  |  |  |               |               |
|  | Serbia              | Serbia              | 4           | 3 |                  |                  |  |  |                  |                  |  |  |               |               |
|  | Serbia              |                     |             | 3 |                  |                  |  |  |                  |                  |  |  |               |               |
|  | Estados Unidos (3)  | 2                   |             |   |                  |                  |  |  |                  |                  |  |  |               |               |
|  | Estados Unidos (3)  | 2                   | Serbia      | 3 |                  |                  |  |  |                  |                  |  |  |               |               |
|  |                     |                     |             | 3 |                  |                  |  |  |                  |                  |  |  |               |               |
|  |                     | República Checa (2) | 2           |   |                  |                  |  |  |                  |                  |  |  |               |               |
|  | Chile               | República Checa (2) | 2           | 4 |                  |                  |  |  |                  |                  |  |  |               |               |
|  | Chile               |                     |             | 4 |                  |                  |  |  |                  |                  |  |  |               |               |
|  | Israel (7)          | 1                   |             |   |                  |                  |  |  |                  |                  |  |  |               |               |
|  | Israel (7)          | 1                   | Chile       | 1 |                  |                  |  |  |                  |                  |  |  |               |               |
|  |                     |                     |             | 1 |                  |                  |  |  |                  |                  |  |  |               |               |
|  |                     | República Checa (2) | 4           |   |                  |                  |  |  |                  |                  |  |  |               |               |
|  | Bélgica             | República Checa (2) | 4           | 1 |                  |                  |  |  |                  |                  |  |  |               |               |
|  | Bélgica             |                     |             | 1 |                  |                  |  |  |                  |                  |  |  |               |               |
|  | República Checa (2) | 4                   |             |   |                  |                  |  |  |                  |                  |  |  |               |               |
|  | República Checa (2) | 4                   |             |   |                  |                  |  |  |                  |                  |  |  |               |               |

- En cursiva equipos que juegan de local.
- Los perdedores de la primera ronda, juegan contra los que clasifican en el grupo mundial.
- (s) Entre paréntesis indica el número en el que la selección fue cabeza de serie.
- El partido de octavos de final entre Chile e Israel comenzó el día 6 de marzo por el terremoto sufrido en el país anfitrión.

#### Octavos de final
| | Bandera de España | España                            | 4  | 1  | Suiza | Bandera de Suiza |   |
| --- | ----------------- | --------------------------------- | -- | -- | ----- | ---------------- | - |
| Plaza de Toros de La Ribera, Logroño, España 5 al 7 de marzo de 2010 |                   |                                   |    |    |       |                  |   |
| \| 1 \| \| Nicolás Almagro \| 6 \| 4 \| 6 \| 5 \| 3 \| \| 1 \| \| Stanislas Wawrinka \| 3 \| 6 \| 3 \| 7 \| 6 \| \| 2 \| \| David Ferrer \| 6 \| 7 \| 6 \| \| \| \| 2 \| \| Marco Chiudinelli \| 2 \| 65 \| 1 \| \| \| \| 3 \| \| Marcel Granollers – Tommy Robredo \| 7 \| 6 \| 4 \| 6 \| \| \| 3 \| \| Yves Allegro – Stanislas Wawrinka \| 68 \| 2 \| 6 \| 4 \| \| \| 4 \| \| David Ferrer \| 6 \| 6 \| 6 \| \| \| \| 4 \| \| Stanislas Wawrinka \| 2 \| 4 \| 0 \| \| \| \| 5 \| \| Nicolás Almagro \| 6 \| 6 \| \| \| \| \| 5 \| \| Marco Chiudinelli \| 1 \| 3 \| \| \| \| |                   |                                   |    |    |       |                  |   |
| 1 | Bandera de España | Nicolás Almagro                   | 6  | 4  | 6     | 5                | 3 |
| 1 | Bandera de Suiza  | Stanislas Wawrinka                | 3  | 6  | 3     | 7                | 6 |
| 2 | Bandera de España | David Ferrer                      | 6  | 7  | 6     |                  |   |
| 2 | Bandera de Suiza  | Marco Chiudinelli                 | 2  | 65 | 1     |                  |   |
| 3 | Bandera de España | Marcel Granollers – Tommy Robredo | 7  | 6  | 4     | 6                |   |
| 3 | Bandera de Suiza  | Yves Allegro – Stanislas Wawrinka | 68 | 2  | 6     | 4                |   |
| 4 | Bandera de España | David Ferrer                      | 6  | 6  | 6     |                  |   |
| 4 | Bandera de Suiza  | Stanislas Wawrinka                | 2  | 4  | 0     |                  |   |
| 5 | Bandera de España | Nicolás Almagro                   | 6  | 6  |       |                  |   |
| 5 | Bandera de Suiza  | Marco Chiudinelli                 | 1  | 3  |       |                  |   |

| | Bandera de Francia  | Francia                                 | 4 | 1 | Alemania | Bandera de Alemania |  |
| --- | ------------------- | --------------------------------------- | - | - | -------- | ------------------- |  |
| Palais des Sports, Tolón, Francia 5 al 7 de marzo de 2010 |                     |                                         |   |   |          |                     |  |
| \| 1 \| \| Gaël Monfils \| 6 \| 6 \| 7 \| \| \| \| 1 \| \| Philipp Kohlschreiber \| 1 \| 4 \| 65 \| \| \| \| 2 \| \| Jo-Wilfried Tsonga \| 6 \| 6 \| 62 \| 6 \| \| \| 2 \| \| Benjamin Becker \| 3 \| 2 \| 7 \| 3 \| \| \| 3 \| \| Julien Benneteau – Michaël Llodra \| 6 \| 6 \| 1 \| 7 \| \| \| 3 \| \| Christopher Kas – Philipp Kohlschreiber \| 1 \| 4 \| 6 \| 5 \| \| \| 4 \| \| Jo-Wilfried Tsonga \| 6 \| 2 \| 0 \| R \| \| \| 4 \| \| Simon Greul \| 4 \| 6 \| 1 \| \| \| \| 5 \| \| Julien Benneteau \| 6 \| 7 \| \| \| \| \| 5 \| \| Benjamin Becker \| 2 \| 5 \| \| \| \| |                     |                                         |   |   |          |                     |  |
| 1 | Bandera de Francia  | Gaël Monfils                            | 6 | 6 | 7        |                     |  |
| 1 | Bandera de Alemania | Philipp Kohlschreiber                   | 1 | 4 | 65       |                     |  |
| 2 | Bandera de Francia  | Jo-Wilfried Tsonga                      | 6 | 6 | 62       | 6                   |  |
| 2 | Bandera de Alemania | Benjamin Becker                         | 3 | 2 | 7        | 3                   |  |
| 3 | Bandera de Francia  | Julien Benneteau – Michaël Llodra       | 6 | 6 | 1        | 7                   |  |
| 3 | Bandera de Alemania | Christopher Kas – Philipp Kohlschreiber | 1 | 4 | 6        | 5                   |  |
| 4 | Bandera de Francia  | Jo-Wilfried Tsonga                      | 6 | 2 | 0        | R                   |  |
| 4 | Bandera de Alemania | Simon Greul                             | 4 | 6 | 1        |                     |  |
| 5 | Bandera de Francia  | Julien Benneteau                        | 6 | 7 |          |                     |  |
| 5 | Bandera de Alemania | Benjamin Becker                         | 2 | 5 |          |                     |  |

| | Bandera de Rusia    | Rusia                               | 3  | 2  | India | Bandera de la India |  |
| --- | ------------------- | ----------------------------------- | -- | -- | ----- | ------------------- |  |
| Small Sports Arena "Luzhniki", Moscú, Rusia 5 al 7 de marzo de 2010 |                     |                                     |    |    |       |                     |  |
| \| 1 \| \| Ígor Kunitsyn \| 6 \| 7 \| 6 \| 6 \| \| \| 1 \| \| Somdev Devvarman \| 7 \| 64 \| 3 \| 4 \| \| \| 2 \| \| Mijaíl Yuzhny \| 6 \| 6 \| 6 \| \| \| \| 2 \| \| Rohan Bopanna \| 4 \| 2 \| 3 \| \| \| \| 3 \| \| Teimuraz Gabashvili – Ígor Kunitsyn \| 3 \| 2 \| 2 \| \| \| \| 3 \| \| Mahesh Bhupathi – Leander Paes \| 6 \| 6 \| 6 \| \| \| \| 4 \| \| Mijaíl Yuzhny \| 6 \| 6 \| 6 \| \| \| \| 4 \| \| Somdev Devvarman \| 2 \| 1 \| 3 \| \| \| \| 5 \| \| Teimuraz Gabashvili \| 65 \| 4 \| \| \| \| \| 5 \| \| Rohan Bopanna \| 7 \| 6 \| \| \| \| |                     |                                     |    |    |       |                     |  |
| 1 | Bandera de Rusia    | Ígor Kunitsyn                       | 6  | 7  | 6     | 6                   |  |
| 1 | Bandera de la India | Somdev Devvarman                    | 7  | 64 | 3     | 4                   |  |
| 2 | Bandera de Rusia    | Mijaíl Yuzhny                       | 6  | 6  | 6     |                     |  |
| 2 | Bandera de la India | Rohan Bopanna                       | 4  | 2  | 3     |                     |  |
| 3 | Bandera de Rusia    | Teimuraz Gabashvili – Ígor Kunitsyn | 3  | 2  | 2     |                     |  |
| 3 | Bandera de la India | Mahesh Bhupathi – Leander Paes      | 6  | 6  | 6     |                     |  |
| 4 | Bandera de Rusia    | Mijaíl Yuzhny                       | 6  | 6  | 6     |                     |  |
| 4 | Bandera de la India | Somdev Devvarman                    | 2  | 1  | 3     |                     |  |
| 5 | Bandera de Rusia    | Teimuraz Gabashvili                 | 65 | 4  |       |                     |  |
| 5 | Bandera de la India | Rohan Bopanna                       | 7  | 6  |       |                     |  |

| | Bandera de Suecia    | Suecia                              | 2 | 3  | Argentina | Bandera de Argentina |  |
| --- | -------------------- | ----------------------------------- | - | -- | --------- | -------------------- |  |
| Kungliga Tennishallen, Estocolmo, Suecia 5 al 7 de marzo de 2010 |                      |                                     |   |    |           |                      |  |
| \| 1 \| \| Robin Söderling \| 6 \| 7 \| 7 \| \| \| \| 1 \| \| Eduardo Schwank \| 1 \| 60 \| 5 \| \| \| \| 2 \| \| Joachim Johansson \| 7 \| 3 \| 5 \| 4 \| \| \| 2 \| \| Leonardo Mayer \| 5 \| 6 \| 7 \| 6 \| \| \| 3 \| \| Robert Lindstedt – Robin Söderling \| 2 \| 64 \| 65 \| \| \| \| 3 \| \| David Nalbandian – Horacio Zeballos \| 6 \| 7 \| 7 \| \| \| \| 4 \| \| Robin Söderling \| 7 \| 7 \| 7 \| \| \| \| 4 \| \| Leonardo Mayer \| 5 \| 65 \| 5 \| \| \| \| 5 \| \| Andreas Vinciguerra \| 5 \| 3 \| 6 \| 4 \| \| \| 5 \| \| David Nalbandian \| 7 \| 6 \| 4 \| 6 \| \| |                      |                                     |   |    |           |                      |  |
| 1 | Bandera de Suecia    | Robin Söderling                     | 6 | 7  | 7         |                      |  |
| 1 | Bandera de Argentina | Eduardo Schwank                     | 1 | 60 | 5         |                      |  |
| 2 | Bandera de Suecia    | Joachim Johansson                   | 7 | 3  | 5         | 4                    |  |
| 2 | Bandera de Argentina | Leonardo Mayer                      | 5 | 6  | 7         | 6                    |  |
| 3 | Bandera de Suecia    | Robert Lindstedt – Robin Söderling  | 2 | 64 | 65        |                      |  |
| 3 | Bandera de Argentina | David Nalbandian – Horacio Zeballos | 6 | 7  | 7         |                      |  |
| 4 | Bandera de Suecia    | Robin Söderling                     | 7 | 7  | 7         |                      |  |
| 4 | Bandera de Argentina | Leonardo Mayer                      | 5 | 65 | 5         |                      |  |
| 5 | Bandera de Suecia    | Andreas Vinciguerra                 | 5 | 3  | 6         | 4                    |  |
| 5 | Bandera de Argentina | David Nalbandian                    | 7 | 6  | 4         | 6                    |  |

| | Bandera de Croacia | Croacia                              | 5  | 0  | Ecuador | Bandera de Ecuador |   |
| --- | ------------------ | ------------------------------------ | -- | -- | ------- | ------------------ | - |
| Gradska Sportska Dvorana Varazdin, Varaždin, Croacia 5 al 7 de marzo de 2010 |                    |                                      |    |    |         |                    |   |
| \| 1 \| \| Ivo Karlović \| 6 \| 5 \| 62 \| 6 \| 6 \| \| 1 \| \| Nicolás Lapentti \| 2 \| 7 \| 7 \| 3 \| 4 \| \| 2 \| \| Marin Čilić \| 6 \| 6 \| 6 \| \| \| \| 2 \| \| Giovanni Lapentti \| 4 \| 3 \| 3 \| \| \| \| 3 \| \| Marin Čilić – Ivo Karlović \| 7 \| 6 \| 7 \| \| \| \| 3 \| \| Giovanni Lapentti – Nicolás Lapentti \| 63 \| 3 \| 5 \| \| \| \| 4 \| \| Antonio Veić \| 6 \| 7 \| \| \| \| \| 4 \| \| Julio César Campozano \| 4 \| 64 \| \| \| \| \| 5 \| \| Ivan Dodig \| 6 \| 6 \| \| \| \| \| 5 \| \| Iván Endara \| 1 \| 3 \| \| \| \| |                    |                                      |    |    |         |                    |   |
| 1 | Bandera de Croacia | Ivo Karlović                         | 6  | 5  | 62      | 6                  | 6 |
| 1 | Bandera de Ecuador | Nicolás Lapentti                     | 2  | 7  | 7       | 3                  | 4 |
| 2 | Bandera de Croacia | Marin Čilić                          | 6  | 6  | 6       |                    |   |
| 2 | Bandera de Ecuador | Giovanni Lapentti                    | 4  | 3  | 3       |                    |   |
| 3 | Bandera de Croacia | Marin Čilić – Ivo Karlović           | 7  | 6  | 7       |                    |   |
| 3 | Bandera de Ecuador | Giovanni Lapentti – Nicolás Lapentti | 63 | 3  | 5       |                    |   |
| 4 | Bandera de Croacia | Antonio Veić                         | 6  | 7  |         |                    |   |
| 4 | Bandera de Ecuador | Julio César Campozano                | 4  | 64 |         |                    |   |
| 5 | Bandera de Croacia | Ivan Dodig                           | 6  | 6  |         |                    |   |
| 5 | Bandera de Ecuador | Iván Endara                          | 1  | 3  |         |                    |   |

| | Bandera de Serbia         | Serbia                            | 3  | 2  | Estados Unidos | Bandera de Estados Unidos |   |
| --- | ------------------------- | --------------------------------- | -- | -- | -------------- | ------------------------- | - |
| Beogradska Arena, Belgrado, Serbia 5 al 7 de marzo de 2010 |                           |                                   |    |    |                |                           |   |
| \| 1 \| \| Viktor Troicki \| 7 \| 65 \| 7 \| 6 \| \| \| 1 \| \| John Isner \| 64 \| 7 \| 5 \| 4 \| \| \| 2 \| \| Novak Đoković \| 6 \| 7 \| 2 \| 6 \| \| \| 2 \| \| Sam Querrey \| 2 \| 64 \| 6 \| 3 \| \| \| 3 \| \| Janko Tipsarević – Nenad Zimonjić \| 68 \| 7 \| 68 \| 3 \| \| \| 3 \| \| Bob Bryan – John Isner \| 7 \| 5 \| 7 \| 6 \| \| \| 4 \| \| Novak Đoković \| 7 \| 3 \| 6 \| 6 \| 6 \| \| 4 \| \| John Isner \| 5 \| 6 \| 3 \| 7 \| 4 \| \| 5 \| \| Viktor Troicki \| 5 \| 2 \| \| \| \| \| 5 \| \| Sam Querrey \| 7 \| 6 \| \| \| \| |                           |                                   |    |    |                |                           |   |
| 1 | Bandera de Serbia         | Viktor Troicki                    | 7  | 65 | 7              | 6                         |   |
| 1 | Bandera de Estados Unidos | John Isner                        | 64 | 7  | 5              | 4                         |   |
| 2 | Bandera de Serbia         | Novak Đoković                     | 6  | 7  | 2              | 6                         |   |
| 2 | Bandera de Estados Unidos | Sam Querrey                       | 2  | 64 | 6              | 3                         |   |
| 3 | Bandera de Serbia         | Janko Tipsarević – Nenad Zimonjić | 68 | 7  | 68             | 3                         |   |
| 3 | Bandera de Estados Unidos | Bob Bryan – John Isner            | 7  | 5  | 7              | 6                         |   |
| 4 | Bandera de Serbia         | Novak Đoković                     | 7  | 3  | 6              | 6                         | 6 |
| 4 | Bandera de Estados Unidos | John Isner                        | 5  | 6  | 3              | 7                         | 4 |
| 5 | Bandera de Serbia         | Viktor Troicki                    | 5  | 2  |                |                           |   |
| 5 | Bandera de Estados Unidos | Sam Querrey                       | 7  | 6  |                |                           |   |

| | Bandera de Chile  | Chile                           | 4  | 1  | Israel | Bandera de Israel |   |
| --- | ----------------- | ------------------------------- | -- | -- | ------ | ----------------- | - |
| Enjoy Tennis Center, Coquimbo, Chile 6 al 8 de marzo de 2010 |                   |                                 |    |    |        |                   |   |
| \| 1 \| \| Nicolás Massú \| 4 \| 6 \| 6 \| 6 \| \| \| 1 \| \| Dudi Sela \| 6 \| 2 \| 2 \| 4 \| \| \| 2 \| \| Fernando González \| 2 \| 6 \| 6 \| 6 \| \| \| 2 \| \| Harel Levy \| 6 \| 3 \| 4 \| 4 \| \| \| 3 \| \| Jorge Aguilar – Paul Capdeville \| 7 \| 69 \| 6 \| 1 \| 0 \| \| 3 \| \| Jonathan Erlich – Andy Ram \| 65 \| 7 \| 2 \| 6 \| 6 \| \| 4 \| \| Fernando González \| 6 \| 6 \| 6 \| \| \| \| 4 \| \| Dudi Sela \| 4 \| 4 \| 3 \| \| \| \| 5 \| \| Jorge Aguilar \| 7 \| 6 \| \| \| \| \| 5 \| \| Harel Levy \| 6 \| 1 \| \| \| \| |                   |                                 |    |    |        |                   |   |
| 1 | Bandera de Chile  | Nicolás Massú                   | 4  | 6  | 6      | 6                 |   |
| 1 | Bandera de Israel | Dudi Sela                       | 6  | 2  | 2      | 4                 |   |
| 2 | Bandera de Chile  | Fernando González               | 2  | 6  | 6      | 6                 |   |
| 2 | Bandera de Israel | Harel Levy                      | 6  | 3  | 4      | 4                 |   |
| 3 | Bandera de Chile  | Jorge Aguilar – Paul Capdeville | 7  | 69 | 6      | 1                 | 0 |
| 3 | Bandera de Israel | Jonathan Erlich – Andy Ram      | 65 | 7  | 2      | 6                 | 6 |
| 4 | Bandera de Chile  | Fernando González               | 6  | 6  | 6      |                   |   |
| 4 | Bandera de Israel | Dudi Sela                       | 4  | 4  | 3      |                   |   |
| 5 | Bandera de Chile  | Jorge Aguilar                   | 7  | 6  |        |                   |   |
| 5 | Bandera de Israel | Harel Levy                      | 6  | 1  |        |                   |   |

| | Bandera de Bélgica         | Bélgica                        | 1  | 4  | República Checa | Bandera de República Checa |  |
| --- | -------------------------- | ------------------------------ | -- | -- | --------------- | -------------------------- |  |
| Expodroom Bree, Bree, Bélgica 5 al 7 de marzo de 2010 |                            |                                |    |    |                 |                            |  |
| \| 1 \| \| Olivier Rochus \| 3 \| 0 \| 4 \| \| \| \| 1 \| \| Tomáš Berdych \| 6 \| 6 \| 6 \| \| \| \| 2 \| \| Xavier Malisse \| 2 \| 4 \| 63 \| \| \| \| 2 \| \| Radek Štěpánek \| 6 \| 6 \| 7 \| \| \| \| 3 \| \| Steve Darcis – Olivier Rochus \| 60 \| 0 \| 3 \| \| \| \| 3 \| \| Tomáš Berdych – Radek Štěpánek \| 7 \| 6 \| 6 \| \| \| \| 4 \| \| Steve Darcis \| 7 \| 1 \| 6 \| \| \| \| 4 \| \| Jan Hájek \| 6 \| 6 \| 4 \| \| \| \| 5 \| \| Olivier Rochus \| 6 \| 63 \| 5 \| \| \| \| 5 \| \| Lukáš Dlouhý \| 1 \| 7 \| 7 \| \| \| |                            |                                |    |    |                 |                            |  |
| 1 | Bandera de Bélgica         | Olivier Rochus                 | 3  | 0  | 4               |                            |  |
| 1 | Bandera de República Checa | Tomáš Berdych                  | 6  | 6  | 6               |                            |  |
| 2 | Bandera de Bélgica         | Xavier Malisse                 | 2  | 4  | 63              |                            |  |
| 2 | Bandera de República Checa | Radek Štěpánek                 | 6  | 6  | 7               |                            |  |
| 3 | Bandera de Bélgica         | Steve Darcis – Olivier Rochus  | 60 | 0  | 3               |                            |  |
| 3 | Bandera de República Checa | Tomáš Berdych – Radek Štěpánek | 7  | 6  | 6               |                            |  |
| 4 | Bandera de Bélgica         | Steve Darcis                   | 7  | 1  | 6               |                            |  |
| 4 | Bandera de República Checa | Jan Hájek                      | 6  | 6  | 4               |                            |  |
| 5 | Bandera de Bélgica         | Olivier Rochus                 | 6  | 63 | 5               |                            |  |
| 5 | Bandera de República Checa | Lukáš Dlouhý                   | 1  | 7  | 7               |                            |  |

#### Cuartos de final
| | Bandera de Francia | Francia                             | 5  | 0  | España | Bandera de España |   |
| --- | ------------------ | ----------------------------------- | -- | -- | ------ | ----------------- | - |
| Zenith - Grande Halle d'Auvergne, Clermont-Ferrand, Francia 9 al 11 de julio de 2010 |                    |                                     |    |    |        |                   |   |
| \| 1 \| \| Gaël Monfils \| 7 \| 6 \| 4 \| 5 \| 6 \| \| 1 \| \| David Ferrer \| 63 \| 2 \| 6 \| 7 \| 4 \| \| 2 \| \| Michaël Llodra \| 65 \| 6 \| 6 \| 7 \| \| \| 2 \| \| Fernando Verdasco \| 7 \| 4 \| 3 \| 65 \| \| \| 3 \| \| Julien Benneteau – Michaël Llodra \| 6 \| 6 \| 6 \| 7 \| \| \| 3 \| \| Feliciano López – Fernando Verdasco \| 1 \| 2 \| 7 \| 65 \| \| \| 4 \| \| Gilles Simon \| 7 \| 7 \| \| \| \| \| 4 \| \| Nicolás Almagro \| 64 \| 67 \| \| \| \| \| 5 \| \| Julien Benneteau \| 7 \| 6 \| \| \| \| \| 5 \| \| Feliciano López \| 63 \| 4 \| \| \| \| |                    |                                     |    |    |        |                   |   |
| 1 | Bandera de Francia | Gaël Monfils                        | 7  | 6  | 4      | 5                 | 6 |
| 1 | Bandera de España  | David Ferrer                        | 63 | 2  | 6      | 7                 | 4 |
| 2 | Bandera de Francia | Michaël Llodra                      | 65 | 6  | 6      | 7                 |   |
| 2 | Bandera de España  | Fernando Verdasco                   | 7  | 4  | 3      | 65                |   |
| 3 | Bandera de Francia | Julien Benneteau – Michaël Llodra   | 6  | 6  | 6      | 7                 |   |
| 3 | Bandera de España  | Feliciano López – Fernando Verdasco | 1  | 2  | 7      | 65                |   |
| 4 | Bandera de Francia | Gilles Simon                        | 7  | 7  |        |                   |   |
| 4 | Bandera de España  | Nicolás Almagro                     | 64 | 67 |        |                   |   |
| 5 | Bandera de Francia | Julien Benneteau                    | 7  | 6  |        |                   |   |
| 5 | Bandera de España  | Feliciano López                     | 63 | 4  |        |                   |   |

| | Bandera de Rusia     | Rusia                              | 2  | 3  | Argentina | Bandera de Argentina |  |
| --- | -------------------- | ---------------------------------- | -- | -- | --------- | -------------------- |  |
| Estadio Olímpico, Moscú, Rusia 9 al 11 de julio de 2010 |                      |                                    |    |    |           |                      |  |
| \| 1 \| \| Nikolái Davydenko \| 4 \| 65 \| 6 \| \| \| \| 1 \| \| David Nalbandian \| 6 \| 7 \| 7 \| \| \| \| 2 \| \| Mijaíl Yuzhny \| 6 \| 6 \| 6 \| \| \| \| 2 \| \| Leonardo Mayer \| 3 \| 1 \| 4 \| \| \| \| 3 \| \| Nikolái Davydenko – Ígor Kunitsyn \| 67 \| 4 \| 7 \| 1 \| \| \| 3 \| \| Eduardo Schwank – Horacio Zeballos \| 7 \| 6 \| 63 \| 6 \| \| \| 4 \| \| Nikolái Davydenko \| 4 \| 6 \| 6 \| 6 \| \| \| 4 \| \| Eduardo Schwank \| 6 \| 3 \| 1 \| 4 \| \| \| 5 \| \| Mijaíl Yuzhny \| 65 \| 4 \| 3 \| \| \| \| 5 \| \| David Nalbandian \| 7 \| 6 \| 6 \| \| \| |                      |                                    |    |    |           |                      |  |
| 1 | Bandera de Rusia     | Nikolái Davydenko                  | 4  | 65 | 6         |                      |  |
| 1 | Bandera de Argentina | David Nalbandian                   | 6  | 7  | 7         |                      |  |
| 2 | Bandera de Rusia     | Mijaíl Yuzhny                      | 6  | 6  | 6         |                      |  |
| 2 | Bandera de Argentina | Leonardo Mayer                     | 3  | 1  | 4         |                      |  |
| 3 | Bandera de Rusia     | Nikolái Davydenko – Ígor Kunitsyn  | 67 | 4  | 7         | 1                    |  |
| 3 | Bandera de Argentina | Eduardo Schwank – Horacio Zeballos | 7  | 6  | 63        | 6                    |  |
| 4 | Bandera de Rusia     | Nikolái Davydenko                  | 4  | 6  | 6         | 6                    |  |
| 4 | Bandera de Argentina | Eduardo Schwank                    | 6  | 3  | 1         | 4                    |  |
| 5 | Bandera de Rusia     | Mijaíl Yuzhny                      | 65 | 4  | 3         |                      |  |
| 5 | Bandera de Argentina | David Nalbandian                   | 7  | 6  | 6         |                      |  |

| | Bandera de Croacia | Croacia                           | 1  | 4  | Serbia | Bandera de Serbia |  |
| --- | ------------------ | --------------------------------- | -- | -- | ------ | ----------------- |  |
| Spaladium Arena, Split, Croacia 9 al 11 de julio de 2010 |                    |                                   |    |    |        |                   |  |
| \| 1 \| \| Ivan Ljubičić \| 63 \| 4 \| 1 \| \| \| \| 1 \| \| Novak Đoković \| 7 \| 6 \| 6 \| \| \| \| 2 \| \| Marin Čilić \| 6 \| 7 \| 6 \| \| \| \| 2 \| \| Viktor Troicki \| 4 \| 5 \| 2 \| \| \| \| 3 \| \| Marin Čilić – Ivan Dodig \| 3 \| 2 \| 4 \| \| \| \| 3 \| \| Janko Tipsarević – Nenad Zimonjić \| 6 \| 6 \| 6 \| \| \| \| 4 \| \| Marin Čilić \| 3 \| 3 \| 2 \| \| \| \| 4 \| \| Novak Đoković \| 6 \| 6 \| 6 \| \| \| \| 5 \| \| Antonio Veić \| 2 \| 65 \| \| \| \| \| 5 \| \| Janko Tipsarević \| 6 \| 7 \| \| \| \| |                    |                                   |    |    |        |                   |  |
| 1 | Bandera de Croacia | Ivan Ljubičić                     | 63 | 4  | 1      |                   |  |
| 1 | Bandera de Serbia  | Novak Đoković                     | 7  | 6  | 6      |                   |  |
| 2 | Bandera de Croacia | Marin Čilić                       | 6  | 7  | 6      |                   |  |
| 2 | Bandera de Serbia  | Viktor Troicki                    | 4  | 5  | 2      |                   |  |
| 3 | Bandera de Croacia | Marin Čilić – Ivan Dodig          | 3  | 2  | 4      |                   |  |
| 3 | Bandera de Serbia  | Janko Tipsarević – Nenad Zimonjić | 6  | 6  | 6      |                   |  |
| 4 | Bandera de Croacia | Marin Čilić                       | 3  | 3  | 2      |                   |  |
| 4 | Bandera de Serbia  | Novak Đoković                     | 6  | 6  | 6      |                   |  |
| 5 | Bandera de Croacia | Antonio Veić                      | 2  | 65 |        |                   |  |
| 5 | Bandera de Serbia  | Janko Tipsarević                  | 6  | 7  |        |                   |  |

| | Bandera de Chile           | Chile                         | 1  | 4 | República Checa | Bandera de República Checa |  |
| --- | -------------------------- | ----------------------------- | -- | - | --------------- | -------------------------- |  |
| Enjoy Tennis Center, Coquimbo, Chile 9 al 11 de julio de 2010 |                            |                               |    |   |                 |                            |  |
| \| 1 \| \| Nicolás Massú \| 0 \| 2 \| 3 \| \| \| \| 1 \| \| Ivo Minář \| 6 \| 6 \| 6 \| \| \| \| 2 \| \| Paul Capdeville \| 0 \| 2 \| 1 \| \| \| \| 2 \| \| Jan Hájek \| 6 \| 6 \| 6 \| \| \| \| 3 \| \| Jorge Aguilar – Nicolás Massú \| 63 \| 3 \| 6 \| 3 \| \| \| 3 \| \| Lukáš Dlouhý – Jan Hájek \| 7 \| 6 \| 3 \| 6 \| \| \| 4 \| \| Jorge Aguilar \| 6 \| 7 \| \| \| \| \| 4 \| \| Lukáš Dlouhý \| 1 \| 6 \| \| \| \| \| 5 \| \| Cristóbal Saavedra \| 62 \| 2 \| \| \| \| \| 5 \| \| Ivo Minář \| 7 \| 6 \| \| \| \| |                            |                               |    |   |                 |                            |  |
| 1 | Bandera de Chile           | Nicolás Massú                 | 0  | 2 | 3               |                            |  |
| 1 | Bandera de República Checa | Ivo Minář                     | 6  | 6 | 6               |                            |  |
| 2 | Bandera de Chile           | Paul Capdeville               | 0  | 2 | 1               |                            |  |
| 2 | Bandera de República Checa | Jan Hájek                     | 6  | 6 | 6               |                            |  |
| 3 | Bandera de Chile           | Jorge Aguilar – Nicolás Massú | 63 | 3 | 6               | 3                          |  |
| 3 | Bandera de República Checa | Lukáš Dlouhý – Jan Hájek      | 7  | 6 | 3               | 6                          |  |
| 4 | Bandera de Chile           | Jorge Aguilar                 | 6  | 7 |                 |                            |  |
| 4 | Bandera de República Checa | Lukáš Dlouhý                  | 1  | 6 |                 |                            |  |
| 5 | Bandera de Chile           | Cristóbal Saavedra            | 62 | 2 |                 |                            |  |
| 5 | Bandera de República Checa | Ivo Minář                     | 7  | 6 |                 |                            |  |

#### Semifinales
| | Bandera de Francia   | Francia                            | 5  | 0 | Argentina | Bandera de Argentina |  |
| --- | -------------------- | ---------------------------------- | -- | - | --------- | -------------------- |  |
| Palais des Sports de Gerland, Lyon, Francia 17 al 19 de septiembre de 2010 |                      |                                    |    |   |           |                      |  |
| \| 1 \| \| Michaël Llodra \| 7 \| 4 \| 7 \| 6 \| \| \| 1 \| \| Juan Mónaco \| 5 \| 6 \| 5 \| 3 \| \| \| 2 \| \| Gaël Monfils \| 6 \| 2 \| 6 \| 6 \| \| \| 2 \| \| David Nalbandian \| 4 \| 6 \| 4 \| 3 \| \| \| 3 \| \| Arnaud Clément – Michaël Llodra \| 6 \| 7 \| 6 \| \| \| \| 3 \| \| Eduardo Schwank – Horacio Zeballos \| 4 \| 5 \| 3 \| \| \| \| 4 \| \| Gilles Simon \| 7 \| 6 \| 6 \| \| \| \| 4 \| \| Eduardo Schwank \| 65 \| 7 \| 3 \| \| \| \| 5 \| \| Arnaud Clément \| 7 \| 6 \| \| \| \| \| 5 \| \| Horacio Zeballos \| 5 \| 1 \| \| \| \| |                      |                                    |    |   |           |                      |  |
| 1 | Bandera de Francia   | Michaël Llodra                     | 7  | 4 | 7         | 6                    |  |
| 1 | Bandera de Argentina | Juan Mónaco                        | 5  | 6 | 5         | 3                    |  |
| 2 | Bandera de Francia   | Gaël Monfils                       | 6  | 2 | 6         | 6                    |  |
| 2 | Bandera de Argentina | David Nalbandian                   | 4  | 6 | 4         | 3                    |  |
| 3 | Bandera de Francia   | Arnaud Clément – Michaël Llodra    | 6  | 7 | 6         |                      |  |
| 3 | Bandera de Argentina | Eduardo Schwank – Horacio Zeballos | 4  | 5 | 3         |                      |  |
| 4 | Bandera de Francia   | Gilles Simon                       | 7  | 6 | 6         |                      |  |
| 4 | Bandera de Argentina | Eduardo Schwank                    | 65 | 7 | 3         |                      |  |
| 5 | Bandera de Francia   | Arnaud Clément                     | 7  | 6 |           |                      |  |
| 5 | Bandera de Argentina | Horacio Zeballos                   | 5  | 1 |           |                      |  |

| | Bandera de Serbia          | Serbia                         | 3 | 2 | República Checa | Bandera de República Checa |  |
| --- | -------------------------- | ------------------------------ | - | - | --------------- | -------------------------- |  |
| Beogradska Arena, Belgrado, Serbia 17 al 19 de septiembre de 2010 |                            |                                |   |   |                 |                            |  |
| \| 1 \| \| Viktor Troicki \| 6 \| 2 \| 4 \| 4 \| \| \| 1 \| \| Radek Štěpánek \| 4 \| 6 \| 6 \| 6 \| \| \| 2 \| \| Janko Tipsarević \| 7 \| 6 \| 2 \| 7 \| \| \| 2 \| \| Tomáš Berdych \| 5 \| 2 \| 6 \| 65 \| \| \| 3 \| \| Novak Đoković – Nenad Zimonjić \| 6 \| 1 \| 4 \| 1 \| \| \| 3 \| \| Tomáš Berdych – Radek Štěpánek \| 3 \| 6 \| 6 \| 6 \| \| \| 4 \| \| 'Novak Đoković \| 4 \| 6 \| 6 \| 6 \| \| \| 4 \| \| Tomáš Berdych \| 6 \| 3 \| 2 \| 4 \| \| \| 5 \| \| Janko Tipsarević \| 6 \| 7 \| 6 \| \| \| \| 5 \| \| Radek Štěpánek \| 0 \| 6 \| 4 \| \| \| |                            |                                |   |   |                 |                            |  |
| 1 | Bandera de Serbia          | Viktor Troicki                 | 6 | 2 | 4               | 4                          |  |
| 1 | Bandera de República Checa | Radek Štěpánek                 | 4 | 6 | 6               | 6                          |  |
| 2 | Bandera de Serbia          | Janko Tipsarević               | 7 | 6 | 2               | 7                          |  |
| 2 | Bandera de República Checa | Tomáš Berdych                  | 5 | 2 | 6               | 65                         |  |
| 3 | Bandera de Serbia          | Novak Đoković – Nenad Zimonjić | 6 | 1 | 4               | 1                          |  |
| 3 | Bandera de República Checa | Tomáš Berdych – Radek Štěpánek | 3 | 6 | 6               | 6                          |  |
| 4 | Bandera de Serbia          | 'Novak Đoković                 | 4 | 6 | 6               | 6                          |  |
| 4 | Bandera de República Checa | Tomáš Berdych                  | 6 | 3 | 2               | 4                          |  |
| 5 | Bandera de Serbia          | Janko Tipsarević               | 6 | 7 | 6               |                            |  |
| 5 | Bandera de República Checa | Radek Štěpánek                 | 0 | 6 | 4               |                            |  |

#### Final
| | Bandera de Serbia  | Serbia                          | 3 | 2  | Francia | Bandera de Francia |   |
| --- | ------------------ | ------------------------------- | - | -- | ------- | ------------------ | - |
| Beogradska Arena, Belgrado, Serbia 3 al 5 de diciembre de 2010 |                    |                                 |   |    |         |                    |   |
| \| 1 \| \| Janko Tipsarević \| 1 \| 64 \| 0 \| \| \| \| 1 \| \| Gaël Monfils \| 6 \| 7 \| 6 \| \| \| \| 2 \| \| Novak Djokovic \| 6 \| 6 \| 7 \| \| \| \| 2 \| \| Gilles Simon \| 3 \| 1 \| 5 \| \| \| \| 3 \| \| Viktor Troicki – Nenad Zimonjić \| 6 \| 7 \| 4 \| 5 \| 4 \| \| 3 \| \| Arnaud Clément – Michaël Llodra \| 3 \| 63 \| 6 \| 7 \| 6 \| \| 4 \| \| Novak Djokovic \| 6 \| 6 \| 6 \| \| \| \| 4 \| \| Gaël Monfils \| 2 \| 2 \| 4 \| \| \| \| 5 \| \| Viktor Troicki \| 6 \| 6 \| 6 \| \| \| \| 5 \| \| Michaël Llodra \| 2 \| 2 \| 3 \| \| \| |                    |                                 |   |    |         |                    |   |
| 1 | Bandera de Serbia  | Janko Tipsarević                | 1 | 64 | 0       |                    |   |
| 1 | Bandera de Francia | Gaël Monfils                    | 6 | 7  | 6       |                    |   |
| 2 | Bandera de Serbia  | Novak Djokovic                  | 6 | 6  | 7       |                    |   |
| 2 | Bandera de Francia | Gilles Simon                    | 3 | 1  | 5       |                    |   |
| 3 | Bandera de Serbia  | Viktor Troicki – Nenad Zimonjić | 6 | 7  | 4       | 5                  | 4 |
| 3 | Bandera de Francia | Arnaud Clément – Michaël Llodra | 3 | 63 | 6       | 7                  | 6 |
| 4 | Bandera de Serbia  | Novak Djokovic                  | 6 | 6  | 6       |                    |   |
| 4 | Bandera de Francia | Gaël Monfils                    | 2 | 2  | 4       |                    |   |
| 5 | Bandera de Serbia  | Viktor Troicki                  | 6 | 6  | 6       |                    |   |
| 5 | Bandera de Francia | Michaël Llodra                  | 2 | 2  | 3       |                    |   |

## Repesca Grupo Mundial de 2011
La repesca del Grupo Mundial de 2011 de Copa Davis se disputó entre los días 16 y 20 de septiembre de 2010. El sorteo decretó los siguientes encuentros:
| | Bandera de Israel  | Israel                         | 2  | 3 | Austria | Bandera de Austria |  |
| --- | ------------------ | ------------------------------ | -- | - | ------- | ------------------ |  |
| Nokia Stadium, Tel Aviv, Israel 16 al 19 de septiembre de 2010 |                    |                                |    |   |         |                    |  |
| \| 1 \| \| Dudi Sela \| 6 \| 6 \| 6 \| \| \| \| 1 \| \| Andreas Haider-Maurer \| 4 \| 1 \| 3 \| \| \| \| 2 \| \| Harel Levy \| 4 \| 3 \| 3 \| \| \| \| 2 \| \| Jürgen Melzer \| 6 \| 6 \| 6 \| \| \| \| 3 \| \| Jonathan Erlich – Andy Ram \| 7 \| 6 \| 6 \| \| \| \| 3 \| \| Jürgen Melzer – Alexander Peya \| 62 \| 4 \| 4 \| \| \| \| 4 \| \| Dudi Sela \| 4 \| 3 \| 0 \| \| \| \| 4 \| \| Jürgen Melzer \| 6 \| 6 \| 6 \| \| \| \| 5 \| \| Harel Levy \| 6 \| 3 \| 0 \| 3 \| \| \| 5 \| \| Martin Fischer \| 2 \| 6 \| 6 \| 6 \| \| |                    |                                |    |   |         |                    |  |
| 1 | Bandera de Israel  | Dudi Sela                      | 6  | 6 | 6       |                    |  |
| 1 | Bandera de Austria | Andreas Haider-Maurer          | 4  | 1 | 3       |                    |  |
| 2 | Bandera de Israel  | Harel Levy                     | 4  | 3 | 3       |                    |  |
| 2 | Bandera de Austria | Jürgen Melzer                  | 6  | 6 | 6       |                    |  |
| 3 | Bandera de Israel  | Jonathan Erlich – Andy Ram     | 7  | 6 | 6       |                    |  |
| 3 | Bandera de Austria | Jürgen Melzer – Alexander Peya | 62 | 4 | 4       |                    |  |
| 4 | Bandera de Israel  | Dudi Sela                      | 4  | 3 | 0       |                    |  |
| 4 | Bandera de Austria | Jürgen Melzer                  | 6  | 6 | 6       |                    |  |
| 5 | Bandera de Israel  | Harel Levy                     | 6  | 3 | 0       | 3                  |  |
| 5 | Bandera de Austria | Martin Fischer                 | 2  | 6 | 6       | 6                  |  |

| | Bandera de Colombia       | Colombia                        | 1          | 3          | Estados Unidos | Bandera de Estados Unidos |            |
| --- | ------------------------- | ------------------------------- | ---------- | ---------- | -------------- | ------------------------- | ---------- |
| Plaza de Toros La Santamaria, Bogotá, Colombia 17 al 19 de septiembre de 2010 |                           |                                 |            |            |                |                           |            |
| \| 1 \| \| Alejandro Falla \| 6 \| 1 \| 4 \| 6 \| 4 \| \| 1 \| \| Mardy Fish \| 4 \| 6 \| 6 \| 3 \| 6 \| \| 2 \| \| Santiago Giraldo \| 6 \| 6 \| 7 \| \| \| \| 2 \| \| Sam Querrey \| 2 \| 4 \| 5 \| \| \| \| 3 \| \| Robert Farah – Carlos Salamanca \| 4 \| 4 \| 7 \| 3 \| \| \| 3 \| \| Mardy Fish – John Isner \| 6 \| 6 \| 65 \| 6 \| \| \| 4 \| \| Santiago Giraldo \| 6 \| 3 \| 5 \| 6 \| 6 \| \| 4 \| \| Mardy Fish \| 3 \| 6 \| 7 \| 4 \| 8 \| \| 5 \| \| Carlos Salamanca \| No se jugó \| No se jugó \| No se jugó \| No se jugó \| No se jugó \| \| 5 \| \| Ryan Harrison \| No se jugó \| No se jugó \| No se jugó \| No se jugó \| No se jugó \| |                           |                                 |            |            |                |                           |            |
| 1 | Bandera de Colombia       | Alejandro Falla                 | 6          | 1          | 4              | 6                         | 4          |
| 1 | Bandera de Estados Unidos | Mardy Fish                      | 4          | 6          | 6              | 3                         | 6          |
| 2 | Bandera de Colombia       | Santiago Giraldo                | 6          | 6          | 7              |                           |            |
| 2 | Bandera de Estados Unidos | Sam Querrey                     | 2          | 4          | 5              |                           |            |
| 3 | Bandera de Colombia       | Robert Farah – Carlos Salamanca | 4          | 4          | 7              | 3                         |            |
| 3 | Bandera de Estados Unidos | Mardy Fish – John Isner         | 6          | 6          | 65             | 6                         |            |
| 4 | Bandera de Colombia       | Santiago Giraldo                | 6          | 3          | 5              | 6                         | 6          |
| 4 | Bandera de Estados Unidos | Mardy Fish                      | 3          | 6          | 7              | 4                         | 8          |
| 5 | Bandera de Colombia       | Carlos Salamanca                | No se jugó | No se jugó | No se jugó     | No se jugó                | No se jugó |
| 5 | Bandera de Estados Unidos | Ryan Harrison                   | No se jugó | No se jugó | No se jugó     | No se jugó                | No se jugó |

| | Bandera de Alemania  | Alemania                       | 5 | 0  | Sudáfrica | Bandera de Sudáfrica |  |
| --- | -------------------- | ------------------------------ | - | -- | --------- | -------------------- |  |
| TC Weissenhof Stuttgart, Stuttgart, Alemania 17 al 19 de septiembre de 2010 |                      |                                |   |    |           |                      |  |
| \| 1 \| \| Philipp Kohlschreiber \| 6 \| 6 \| 6 \| \| \| \| 1 \| \| Rik de Voest \| 4 \| 4 \| 4 \| \| \| \| 2 \| \| Florian Mayer \| 6 \| 3 \| 6 \| 7 \| \| \| 2 \| \| Izak van der Merwe \| 3 \| 6 \| 1 \| 6 \| \| \| 3 \| \| Andreas Beck – Christopher Kas \| 6 \| 3 \| 6 \| 6 \| \| \| 3 \| \| Rik de Voest – Wesley Moodie \| 4 \| 6 \| 3 \| 4 \| \| \| 4 \| \| Andreas Beck \| 7 \| 6 \| \| \| \| \| 4 \| \| Izak van der Merwe \| 5 \| 2 \| \| \| \| \| 5 \| \| Florian Mayer \| 6 \| 68 \| 6 \| \| \| \| 5 \| \| Rik de Voest \| 3 \| 7 \| 2 \| \| \| |                      |                                |   |    |           |                      |  |
| 1 | Bandera de Alemania  | Philipp Kohlschreiber          | 6 | 6  | 6         |                      |  |
| 1 | Bandera de Sudáfrica | Rik de Voest                   | 4 | 4  | 4         |                      |  |
| 2 | Bandera de Alemania  | Florian Mayer                  | 6 | 3  | 6         | 7                    |  |
| 2 | Bandera de Sudáfrica | Izak van der Merwe             | 3 | 6  | 1         | 6                    |  |
| 3 | Bandera de Alemania  | Andreas Beck – Christopher Kas | 6 | 3  | 6         | 6                    |  |
| 3 | Bandera de Sudáfrica | Rik de Voest – Wesley Moodie   | 4 | 6  | 3         | 4                    |  |
| 4 | Bandera de Alemania  | Andreas Beck                   | 7 | 6  |           |                      |  |
| 4 | Bandera de Sudáfrica | Izak van der Merwe             | 5 | 2  |           |                      |  |
| 5 | Bandera de Alemania  | Florian Mayer                  | 6 | 68 | 6         |                      |  |
| 5 | Bandera de Sudáfrica | Rik de Voest                   | 3 | 7  | 2         |                      |  |

| | Bandera de Suecia | Suecia                           | 3 | 2  | Italia | Bandera de Italia |   |
| --- | ----------------- | -------------------------------- | - | -- | ------ | ----------------- | - |
| Sparbanken Lidkoping Arena, Linköping, Suecia 17 al 19 de septiembre de 2010 |                   |                                  |   |    |        |                   |   |
| \| 1 \| \| Andreas Vinciguerra \| 2 \| 2 \| 2 \| \| \| \| 1 \| \| Potito Starace \| 6 \| 6 \| 6 \| \| \| \| 2 \| \| Robin Söderling \| 6 \| 6 \| 6 \| \| \| \| 2 \| \| Fabio Fognini \| 1 \| 3 \| 2 \| \| \| \| 3 \| \| Simon Aspelin – Robert Lindstedt \| 5 \| 60 \| 7 \| 6 \| 7 \| \| 3 \| \| Simone Bolelli – Potito Starace \| 7 \| 7 \| 64 \| 3 \| 5 \| \| 4 \| \| Robin Söderling \| 6 \| 6 \| 6 \| \| \| \| 4 \| \| Simone Bolelli \| 3 \| 3 \| 3 \| \| \| \| 5 \| \| Andreas Vinciguerra \| 1 \| 3 \| \| \| \| \| 5 \| \| Fabio Fognini \| 6 \| 6 \| \| \| \| |                   |                                  |   |    |        |                   |   |
| 1 | Bandera de Suecia | Andreas Vinciguerra              | 2 | 2  | 2      |                   |   |
| 1 | Bandera de Italia | Potito Starace                   | 6 | 6  | 6      |                   |   |
| 2 | Bandera de Suecia | Robin Söderling                  | 6 | 6  | 6      |                   |   |
| 2 | Bandera de Italia | Fabio Fognini                    | 1 | 3  | 2      |                   |   |
| 3 | Bandera de Suecia | Simon Aspelin – Robert Lindstedt | 5 | 60 | 7      | 6                 | 7 |
| 3 | Bandera de Italia | Simone Bolelli – Potito Starace  | 7 | 7  | 64     | 3                 | 5 |
| 4 | Bandera de Suecia | Robin Söderling                  | 6 | 6  | 6      |                   |   |
| 4 | Bandera de Italia | Simone Bolelli                   | 3 | 3  | 3      |                   |   |
| 5 | Bandera de Suecia | Andreas Vinciguerra              | 1 | 3  |        |                   |   |
| 5 | Bandera de Italia | Fabio Fognini                    | 6 | 6  |        |                   |   |

| | Bandera de la India | India                          | 3  | 2  | Brasil | Bandera de Brasil |    |
| --- | ------------------- | ------------------------------ | -- | -- | ------ | ----------------- | -- |
| SDAT Tennis Stadium, Chennai, India 17 al 19 de septiembre de 2010 |                     |                                |    |    |        |                   |    |
| \| 1 \| \| Rohan Bopanna \| 7 \| 67 \| 5 \| 6 \| 8 \| \| 1 \| \| Thomaz Bellucci \| 62 \| 7 \| 7 \| 4 \| 10 \| \| 2 \| \| Somdev Devvarman \| 6 \| 2 \| 7 \| 2 \| 4 \| \| 2 \| \| Ricardo Mello \| 4 \| 6 \| 63 \| 6 \| 6 \| \| 3 \| \| Mahesh Bhupathi – Leander Paes \| 6 \| 7 \| 6 \| \| \| \| 3 \| \| Marcelo Melo – Bruno Soares \| 4 \| 65 \| 1 \| \| \| \| 4 \| \| Somdev Devvarman \| 7 \| 4 \| \| \| \| \| 4 \| \| Thomaz Bellucci \| 63 \| 0 \| Retiro \| \| \| \| 5 \| \| Rohan Bopanna \| 6 \| 7 \| 6 \| \| \| \| 5 \| \| Ricardo Mello \| 3 \| 62 \| 3 \| \| \| |                     |                                |    |    |        |                   |    |
| 1 | Bandera de la India | Rohan Bopanna                  | 7  | 67 | 5      | 6                 | 8  |
| 1 | Bandera de Brasil   | Thomaz Bellucci                | 62 | 7  | 7      | 4                 | 10 |
| 2 | Bandera de la India | Somdev Devvarman               | 6  | 2  | 7      | 2                 | 4  |
| 2 | Bandera de Brasil   | Ricardo Mello                  | 4  | 6  | 63     | 6                 | 6  |
| 3 | Bandera de la India | Mahesh Bhupathi – Leander Paes | 6  | 7  | 6      |                   |    |
| 3 | Bandera de Brasil   | Marcelo Melo – Bruno Soares    | 4  | 65 | 1      |                   |    |
| 4 | Bandera de la India | Somdev Devvarman               | 7  | 4  |        |                   |    |
| 4 | Bandera de Brasil   | Thomaz Bellucci                | 63 | 0  | Retiro |                   |    |
| 5 | Bandera de la India | Rohan Bopanna                  | 6  | 7  | 6      |                   |    |
| 5 | Bandera de Brasil   | Ricardo Mello                  | 3  | 62 | 3      |                   |    |

| | Bandera de Australia | Australia                        | 2  | 3 | Bélgica | Bandera de Bélgica |  |
| --- | -------------------- | -------------------------------- | -- | - | ------- | ------------------ |  |
| Cairns Regional Tennis Centre, Cairns, Australia 17 al 20 de septiembre de 2010 |                      |                                  |    |   |         |                    |  |
| \| 1 \| \| Lleyton Hewitt \| 7 \| 7 \| 2 \| 6 \| \| \| 1 \| \| Ruben Bemelmans \| 64 \| 5 \| 6 \| 4 \| \| \| 2 \| \| Carsten Ball \| 4 \| 4 \| 65 \| \| \| \| 2 \| \| Olivier Rochus \| 6 \| 6 \| 7 \| \| \| \| 3 \| \| Paul Hanley – Lleyton Hewitt \| 6 \| 6 \| 6 \| \| \| \| 3 \| \| Ruben Bemelmans – Olivier Rochus \| 1 \| 2 \| 4 \| \| \| \| 4 \| \| Peter Luczak \| 68 \| 4 \| 7 \| 62 \| \| \| 4 \| \| Olivier Rochus \| 7 \| 6 \| 60 \| 7 \| \| \| 5 \| \| Carsten Ball \| 64 \| 3 \| 4 \| \| \| \| 5 \| \| Steve Darcis \| 7 \| 6 \| 6 \| \| \| |                      |                                  |    |   |         |                    |  |
| 1 | Bandera de Australia | Lleyton Hewitt                   | 7  | 7 | 2       | 6                  |  |
| 1 | Bandera de Bélgica   | Ruben Bemelmans                  | 64 | 5 | 6       | 4                  |  |
| 2 | Bandera de Australia | Carsten Ball                     | 4  | 4 | 65      |                    |  |
| 2 | Bandera de Bélgica   | Olivier Rochus                   | 6  | 6 | 7       |                    |  |
| 3 | Bandera de Australia | Paul Hanley – Lleyton Hewitt     | 6  | 6 | 6       |                    |  |
| 3 | Bandera de Bélgica   | Ruben Bemelmans – Olivier Rochus | 1  | 2 | 4       |                    |  |
| 4 | Bandera de Australia | Peter Luczak                     | 68 | 4 | 7       | 62                 |  |
| 4 | Bandera de Bélgica   | Olivier Rochus                   | 7  | 6 | 60      | 7                  |  |
| 5 | Bandera de Australia | Carsten Ball                     | 64 | 3 | 4       |                    |  |
| 5 | Bandera de Bélgica   | Steve Darcis                     | 7  | 6 | 6       |                    |  |

| | Bandera de Kazajistán | Kazajistán                        | 5 | 0 | Suiza | Bandera de Suiza |   |
| --- | --------------------- | --------------------------------- | - | - | ----- | ---------------- | - |
| The National Tennis Centre, Astaná, Kazajistán 17 al 19 de septiembre de 2010 |                       |                                   |   |   |       |                  |   |
| \| 1 \| \| Andrey Golubev \| 6 \| 6 \| 6 \| \| \| \| 1 \| \| Marco Chiudinelli \| 4 \| 4 \| 4 \| \| \| \| 2 \| \| Mikhail Kukushkin \| 3 \| 6 \| 6 \| 1 \| 6 \| \| 2 \| \| Stanislas Wawrinka \| 6 \| 1 \| 4 \| 6 \| 3 \| \| 3 \| \| Andrey Golubev – Yuri Schukin \| 6 \| 6 \| 6 \| \| \| \| 3 \| \| Yves Allegro – Stanislas Wawrinka \| 4 \| 3 \| 3 \| \| \| \| 4 \| \| Andrey Golubev \| 6 \| 6 \| \| \| \| \| 4 \| \| Michael Lammer \| 3 \| 2 \| \| \| \| \| 5 \| \| Mikhail Kukushkin \| 6 \| 6 \| \| \| \| \| 5 \| \| Marco Chiudinelli \| 2 \| 4 \| \| \| \| |                       |                                   |   |   |       |                  |   |
| 1 | Bandera de Kazajistán | Andrey Golubev                    | 6 | 6 | 6     |                  |   |
| 1 | Bandera de Suiza      | Marco Chiudinelli                 | 4 | 4 | 4     |                  |   |
| 2 | Bandera de Kazajistán | Mikhail Kukushkin                 | 3 | 6 | 6     | 1                | 6 |
| 2 | Bandera de Suiza      | Stanislas Wawrinka                | 6 | 1 | 4     | 6                | 3 |
| 3 | Bandera de Kazajistán | Andrey Golubev – Yuri Schukin     | 6 | 6 | 6     |                  |   |
| 3 | Bandera de Suiza      | Yves Allegro – Stanislas Wawrinka | 4 | 3 | 3     |                  |   |
| 4 | Bandera de Kazajistán | Andrey Golubev                    | 6 | 6 |       |                  |   |
| 4 | Bandera de Suiza      | Michael Lammer                    | 3 | 2 |       |                  |   |
| 5 | Bandera de Kazajistán | Mikhail Kukushkin                 | 6 | 6 |       |                  |   |
| 5 | Bandera de Suiza      | Marco Chiudinelli                 | 2 | 4 |       |                  |   |

| | Bandera de Rumania | Rumania                         | 5  | 0 | Ecuador | Bandera de Ecuador |   |
| --- | ------------------ | ------------------------------- | -- | - | ------- | ------------------ | - |
| Centrul National de Tenis, Bucarest, Rumania 17 al 19 de septiembre de 2010 |                    |                                 |    |   |         |                    |   |
| \| 1 \| \| Victor Hănescu \| 6 \| 6 \| 6 \| \| \| \| 1 \| \| Iván Endara \| 2 \| 2 \| 2 \| \| \| \| 2 \| \| Adrian Ungur \| 62 \| 4 \| 6 \| 6 \| 6 \| \| 2 \| \| Giovanni Lapentti \| 7 \| 6 \| 3 \| 4 \| 1 \| \| 3 \| \| Victor Hănescu – Horia Tecău \| 6 \| 6 \| 6 \| \| \| \| 3 \| \| Iván Endara – Giovanni Lapentti \| 2 \| 2 \| 2 \| \| \| \| 4 \| \| Victor Crivoi \| 6 \| 6 \| \| \| \| \| 4 \| \| Giovanni Lapentti \| 2 \| 4 \| \| \| \| \| 5 \| \| Adrian Ungur \| 6 \| 6 \| \| \| \| \| 5 \| \| Emilio Gómez \| 3 \| 4 \| \| \| \| |                    |                                 |    |   |         |                    |   |
| 1 | Bandera de Rumania | Victor Hănescu                  | 6  | 6 | 6       |                    |   |
| 1 | Bandera de Ecuador | Iván Endara                     | 2  | 2 | 2       |                    |   |
| 2 | Bandera de Rumania | Adrian Ungur                    | 62 | 4 | 6       | 6                  | 6 |
| 2 | Bandera de Ecuador | Giovanni Lapentti               | 7  | 6 | 3       | 4                  | 1 |
| 3 | Bandera de Rumania | Victor Hănescu – Horia Tecău    | 6  | 6 | 6       |                    |   |
| 3 | Bandera de Ecuador | Iván Endara – Giovanni Lapentti | 2  | 2 | 2       |                    |   |
| 4 | Bandera de Rumania | Victor Crivoi                   | 6  | 6 |         |                    |   |
| 4 | Bandera de Ecuador | Giovanni Lapentti               | 2  | 4 |         |                    |   |
| 5 | Bandera de Rumania | Adrian Ungur                    | 6  | 6 |         |                    |   |
| 5 | Bandera de Ecuador | Emilio Gómez                    | 3  | 4 |         |                    |   |

## Grupo Regionales

### ZonaAmericana

#### Grupo 1
- Brasil
- Canadá
- Colombia
- República Dominicana
- Uruguay

#### Grupo 2
- Antillas Neerlandesas
- Bolivia
- El Salvador
- Guatemala
- México promocionado a Grupo 1 en 2011
- Paraguay
- Perú
- Venezuela

#### Grupo 3
- Aruba
- Bahamas
- Bermudas
- Costa Rica
- Cuba
- Jamaica
- Puerto Rico

#### Grupo 4
- Barbados
- Honduras
- Islas Vírgenes Estadounidenses
- Panamá
- Trinidad y Tobago

### ZonaAsia/Oceanía

#### Grupo 1
- Australia
- China
- China Taipéi
- Corea del Sur
- Filipinas
- Japón
- Kazajistán
- Uzbekistán

#### Grupo 2
- Hong Kong
- [[Equipo de Copa Davis de |]]
- Malasia
- Nueva Zelanda
- Océano Pacífico
- Pakistán
- Sri Lanka
- Tailandia

#### Grupo 3
- Arabia Saudita
- Bangladesh
- Irán
- Kuwait
- Líbano
- Omán
- Siria
- Vietnam

#### Grupo 4
- Baréin
- Birmania
- Emiratos Árabes Unidos
- Jordania
- Kirguistán
- Qatar
- Singapur
- Tayikistán
- Turkmenistán
- Yemen

### ZonaEuropa/África

#### Grupo 1
- Austria
- Bielorrusia
- Finlandia
- Italia
- Letonia
- Países Bajos
- Polonia
- Rumanía
- Eslovaquia
- Sudáfrica
- Ucrania

#### Grupo 2
- Bosnia y Herzegovina
- Bulgaria
- Chipre
- Dinamarca
- Egipto
- Eslovenia
- Estonia
- Hungría
- Irlanda
- Lituania
- Macedonia
- Mónaco
- Noruega
- Portugal
- Gran Bretaña
- Turquía

#### Grupo 3 Europa
- Andorra
- Armenia
- Georgia
- Grecia
- Islandia
- Luxemburgo
- Moldavia
- Montenegro
- San Marino

#### Grupo 3 África
- Argelia
- Botsuana
- Camerún
- Costa de Marfil
- Ghana
- Madagascar
- Marruecos